# Прихлоп Билл Тёрнер
Уильям ,,Прихло́п Билл" Тёрнер — старший (англ. William ,,Bootstrap Bill" Turner Sr. ) — персонаж вселенной «Пираты Карибского моря». Отец Уилла Тёрнера.

## Биография

### Пираты Карибского моря: Проклятие «Чёрной жемчужины»
Билл Тёрнер был ирландским моряком, который оставил жену и сына в Англии, чтобы искать счастья в Карибском море. По неизвестным обстоятельствам он стал пиратом, хотя сын Уилл вырос, считая его «моряком торгового флота».
Тёрнер-старший служил на борту «Черной жемчужины», когда капитаном был Джек Воробей. Сам Джек впоследствии так охарактеризовал Прихлопа: «добряк — хоть и пират». Когда Гектор Барбосса устроил бунт во время поиска сокровища ацтеков, Билл Тёрнер был единственным матросом, который не перешел на сторону мятежников, полагая, что это противоречит кодексу. Узнав, что добытое командой золото ацтеков оказалось проклято, и что для снятия проклятия понадобится собрать сокровище в полной мере, Билл отослал одну монету своему сыну Уильяму Тёрнеру в отместку бунтарям. Когда мятежники во главе с Барбоссой схватили капитана Джека Воробья и решили высадить его умирать на необитаемом острове, Тёрнер заступился за Джека. В ответ на это Барбосса привязал Тёрнера к пушечному ядру и бросил за борт (по выражению одного из мятежников Пинтеля, Барбосса «прихлопнул Прихлопа)». И только после этого Барбосса узнал, что кровь каждого человека, который взял золото ацтеков, была необходима, чтобы избавиться от проклятия.

### Пираты Карибского моря: Сундук мертвеца
Прихлоп, по его словам, «остался лежать на дне, придавленный чудовищной толщей воды. Ни шевельнуться, ни умереть». На дне моря Прихлопа нашёл Дейви Джонс, и Тёрнер дал клятву служить 100 лет на борту «Летучего голландца» в обмен на свободу.
В начале второго фильма Прихлоп посещает Джека Воробья на борту «Черной жемчужины». Дейви Джонс послал Билла напомнить Джеку о его задолженности перед ним. Джонс поднял «Жемчужину» на тринадцать лет, а в обмен Джек должен служить Джонсу сто лет на борту Голландца. Прихлоп оставляет Джеку чёрное пятно на ладони — «чёрную метку». Прихлоп встречает своего сына Уилла Тёрнера, когда того берут в плен на борт «Летучего голландца». Он помогает своему сыну сбежать с «Голландца» на шлюпке, но сам теперь обязан служить Дейви Джонсу на судне корабля вечно. Уилл Тёрнер был спасён моряками торгового судна. Когда взбешёный Джонс отправил Кракена уничтожить это судно, Билл подумал, что Уилл погиб. Джонс отправляет Прихлопа в карцер.

### Пираты Карибского моря: На краю Света
Билл продолжает терять свою человечность. Элизабет Суонн говорит ему, что Уилл жив и спасет его, хотя Тёрнер-старший теряет память.
Потом, когда адмирал Джеймс Норрингтон освобождает Элизабет и других заключенных с судна, Прихлоп убивает Норрингтона.
В эпическом сражении в водовороте Прихлоп сражается против собственного сына, которого он забыл, но он вспоминает сына и встаёт на его сторону. Джонс смертельно ранит Уилла Тёрнера, но Джек Воробей убивает Дейви Джонса, проткнув его сердце обломком шпаги, зажатым в руке Уилла. Затем Прихлоп вырезает сердце сына и остается в команде нового капитана «Голландца», став его первым помощником.
В последующих двух фильмах Билл Тёрнер не появляется.